# Battaglia di Magnesia
La battaglia di Magnesia coinvolse truppe della Repubblica romana e dell'impero seleucide. Si consumò nella pianura a nord di Magnesia al Sipilo (attualmente Manisa; detta anche Corupedio). La principale fonte d'informazione storica al riguardo è Tito Livio, il cui proposito era però di glorificare le virtù romane e che ha lasciato dati distorti sui numeri dei soldati spiegati in battaglia e caduti, recentemente riconsiderati e rivisti da vari studiosi.

## Introduzione
Durante la guerra romano-siriaca, dopo un vano tentativo di resistere in Grecia alle truppe romane (battaglia delle Termopili del 191 a.C.), Antioco III ripiegò in Asia ed allestì un potente esercito. A continuare le operazioni contro Antioco ed a portare le armi in Asia fu, nel 190 a.C., scelto il console Lucio Cornelio Scipione, al quale, in qualità di luogotenente e forse anche per giovargli con la sua preziosa esperienza e il suo provato valore, volle spontaneamente aggiungersi il fratello Publio Cornelio Scipione.
Nel tardo 190 a.C., sorprendendo Antioco III, i Romani attraversano per la prima volta nella storia l'Ellesponto. Incalzato dai Romani, Antioco arretrò presso Magnesia dove la pianura, attraversata dal fiume Frigio, si prestava alle manovre della sua cavalleria e dei suoi carri da guerra.

## Schieramento
Le forze romane erano decisamente inferiori a quelle seleucidi.
Lucio Cornelio Scipione schierò l'esercito con le legioni al centro mentre all'ala sinistra, protetta dal fiume Ermo, stazionava la cavalleria; sulla destra erano disposte le truppe leggere (3000 uomini) condotte dall'alleato asiatico, il re Eumene II di Pergamo. I Triari formavano la retroguardia e tra questi e i principi vi erano sedici elefanti. Duemila volontari della Tracia e della Macedonia furono lasciati a custodire l'accampamento.
Le forze seleucidi erano composte, oltre che dalle truppe regolari, da coloni militari di origine macedone e greca, da mercenari greci e galati e da Cappadoci inviati da Ariarate IV, genero di Antioco, e rappresentavano la maggior parte dei popoli dell'impero, dai Daai, arcieri a cavallo del Caspio, agli Arabi montati su dromedari. Vi era, inoltre, una forte cavalleria (almeno 12000 tra cavalieri leggeri e catafratti), oltre 20000 tra arcieri, frombolieri e lanciatori di giavellotto, 54 elefanti da guerra e carri falcati. In totale, un esercito di più di 70000 uomini.
Antioco allineò le proprie forze su due linee parallele: in prima fila le truppe leggere, alla cui sinistra dispiegò i carri falcati ed in seconda la falange (16000 uomini) e la cavalleria. La falange era inframezzata da reparti di fanteria galata e dagli elefanti da guerra, sia per conferire maggiore mobilità all'esercito, sia per intimorire il nemico per via della presenza degli elefanti.
Antioco prese il comando dell'ala destra con i fanti galati e 3000 cavalieri catafratti oltre a 1000 cavalieri della sua guardia del corpo.
L'ala sinistra era guidata da Seleuco, figlio di Antioco, con circa 6500 cavalieri di cui 3000 catafratti, carri falcati, arcieri arabi montati su dromedari e 15000 - 20000 fanti di varie nazionalità.

## Combattimento
(Frontino, Strategemata, IV, 7.30.)
Antioco intendeva sfondare lo schieramento delle legioni romane con la cavalleria pesante, per poi distruggere le truppe in rotta mentre la falange avanzava. I carri da guerra avrebbero invece dovuto annientare la cavalleria romana. Il re seleucide guidò personalmente la carica sul lato destro e inizialmente riuscì nel suo intento di decimare i legionari nemici.
I Romani invece avevano ammassato sulla loro ala destra quasi tutta la cavalleria, al comando di Eumene, e questi era riuscito, servendosi di arcieri cretesi e frombolieri, a far imbizzarrire i cavalli che trascinavano i carri falcati che lo fronteggiavano ed a metterli in fuga, durante la quale i carri travolsero le truppe ausiliarie al seguito e si ritorsero anche contro la cavalleria seleucide disposta sull'ala sinistra dell'esercito. La cavalleria subì così ingenti perdite da non poter completare il piano previsto di mossa a tenaglia in congiunzione con la cavalleria di Antioco sull'ala destra, dando tempo ai legionari di riorganizzarsi e tornare in formazione.
In seguito, la cavalleria romana, rimasta integra grazie alla messa fuori gioco dei carri, attaccò i catafratti scompaginati e decimati che dovettero ritirarsi. La falange, strettamente ammassata al centro dello schieramento selucide, su una profondità di 32 linee, venne dunque a trovarsi con il fianco sinistro scoperto in una situazione non prevista, e cominciò ad arretrare verso il proprio accampamento, incalzata da una pioggia di frecce e di pila scagliate dai legionari. Improvvisamente, nel momento critico della battaglia, gli elefanti da guerra posti al centro del fronte siriano si imbizzarrirono e scompaginarono gli ordinati ranghi della falange, che si sfasciò.
L'impetuoso sovrano seleucide, a capo della cavalleria sulla propria ala destra, aveva nel frattempo sfondato il fianco sinistro dello schieramento romano, mettendo in fuga le truppe nemiche in direzione del loro centro e verso l'accampamento. Se fosse tornato indietro avrebbe potuto cercare di porre rimedio alla disfatta, ma dalla sua posizione Antioco ignorava che l'altra ala di cavalleria aveva fallito l'attacco e che le falangi si erano trovate in difficoltà, inoltre manovrare più di 4000 cavalieri in una massiccia battaglia non è cosa da poco e c'era il forte rischio che i legionari romani se lasciati fuggire si sarebbero presto riuniti per contrattaccare alle spalle. Così il re seleucide iniziò l'inseguimento verso il campo avversario, cercando di disperdere quanti più soldati possibile. Il campo romano era però ben difeso da Marco Emilio, figlio di Marco Lepido, guerriero valoroso ed energico, che ordinò di colpire tutti, sia nemici che fuggiaschi. Questi ultimi tornarono a combattere, presto soccorsi da rinforzi provenienti da settori del fronte dove la battaglia era ormai stata vinta.

## Conseguenze
Antioco, quando si rese conto che il suo piano era fallito e non poteva più vincere, si ritirò riparando a Sardi e poi ad Apamea da dove nel 188 a.C. firmò la pace con i Romani. Era ancora a capo di un esercito numeroso, ma politicamente e strategicamente l'impero seleucide si ritrovava in svantaggio, e dovette così rinunciare alla Grecia che divenne quindi parte della sfera d'influenza romana. La sconfitta limitò fortemente anche le ambizioni di consolidamento imperiale in Asia Minore e rinnovò l'indipendenza delle lontane satrapie di Partia e Battriana, che nel secolo precedente si erano già ribellate.
La battaglia divenne inoltre un esempio di come la falange di tipo macedone fosse vulnerabile se sprovvista di supporto ai fianchi e in mancanza di cavalleria disponibile ad attuare la tattica avvolgente ad "incudine e martello" con cui colpire l'avversario.
Le fonti romane del tempo riportano che, al termine della battaglia, le perdite selucidi ammontarono a circa 53 000 uomini, mentre quelle romane furono di soli 300. Per quanto la battaglia di Magnesia sia stata una delle più importanti vittorie della storia romana, la stima dei caduti non risulta plausibile e deve essere interpretata ricordando il fine "propagandistico" dei resoconti scritti dagli storici del tempo.